# Туоксъярви (озеро)
Ту́оксъя́рви (фин. Tuoksjärvi) — озеро на территории Хаапалампинского сельского поселения Сортавальского района Республики Карелия.

## Общие сведения
Площадь озера — 0,6 км². Располагается на высоте 36,5 метров над уровнем моря.
Форма озера лопастная, вытянутая с севера на юг. Берега большей частью скалистые).
С севера и юга в озеро втекают безымянные ручьи. Из южной оконечности озера вытекает ручей Хотиноя (фин. Hotinoja), впадающий в залив Хотинлахти (фин. Hotinlahti) озера Хюмпёлянъярви бассейна реки Тохмайоки.
Озеро расположено в 3,8 км к северу-западу от автомобильной дороги местного значения 86К-338 («Янниканиэми — Сортавала») и в девяти километрах к северо-западу от города Сортавала.
Код водного объекта в государственном водном реестре — 01040300211102000013261.
Название озера переводится с финского языка как «благоухающее озеро».